# マルクス・ホラティウス・プルウィルス
マルクス・ホラティウス・プルウィルス（ラテン語: Marcus Horatius Pulvillus、生没年不詳）は、共和政ローマ初期の半伝説的な政治家である。

## 経歴
紀元前509年にルキウス・ユニウス・ブルトゥスらによってタルクィニウス傲慢王が追放されローマに共和政が敷かれると、王の代わりにその権力を引き継いだ一年任期の執政官が二人置かれる事となった。
初代執政官はブルトゥスとルキウス・タルクィニウス・コッラティヌスが務めていたが、コッラティヌスは王と同じ名前を忌まれて辞職しローマを退去。代わりにプブリウス・ウァレリウス・プブリコラが史上初の補充執政官として選出された。
タルクィニウスの逆襲によってブルトゥスが戦死すると (シルウァ・アルシアの戦い)、その代わりに王族追放のきっかけともなったルクレティアの父スプリウス・ルクレティウス・トリキピティヌスが選出されたが、高齢のため程なく死去し、代わりにホラティウスが補充執政官として選出された。

### 最初のコンスルシップ
執政官となると、タルクィニウスによってカピトリウムの丘に完成されたユピテル神殿の奉献を執政官二人のどちらがするかクジ引きし、ホラティウスがする事となった。一説によると、クジに依らずプブリコラに嫉妬する人々がホラティウスをけしかけたという。ウァレリウス氏族の者たちはこれを悔しがり、様々な妨害を加えたがうまくいかず、ホラティウスが最後に神々に祈りを捧げる最中、「ホラティウスの息子が死んだ」と虚報を告げた。不吉であるから奉献を中断すべきだと訴えるも、ホラティウスはそれに動じることなく、遺体を運び出すよう命じると奉献を済ませたという。9月13日の事であった。

### 二度目のコンスルシップ
紀元前508年は共和政試練の年であった。タルクィニウスの亡命先であるエトルリアの大都市クルシウムの王ラルス・ポルセンナにローマを攻囲され (ローマ包囲戦)、食糧不足に苦しみながらもなんとか和平に持ち込んでいた。
翌紀元前507年、ホラティウスが執政官に選出されると、クルシウムから使節が来て、「タルクィニウスを復位させるべし」と告げた。これに対してローマはクルシウムに使節を派遣し、絶対に認められない事を堂々と訴え、ポルセンナを納得させた。さらに和平を固めるために、ポルセンナは人質の返却と領土の返還も行った。これによって、タルクィニウスはトゥスクルムへ亡命する事となったという。